# Liste der Gemeinden im Landkreis Günzburg

Karte des Landkreises Günzburg

Die Liste der Gemeinden im Landkreis Günzburg gibt einen Überblick über die 34 kleinsten Verwaltungseinheiten des Landkreises. Er besteht aus 34 Gemeinden, von denen sechs Kleinstädte sind. 1939 wurden die Bezirksämter Günzburg und Krumbach in Landkreis umbenannt. Von 1872 bis 1940 und 1949 bis 1972 war Günzburg eine kreisfreie Stadt. In seiner jetzigen Form bildete sich der Landkreis nach der bayerischen Gebietsreform im Jahr 1972 aus dem Landkreis Günzburg, dem Landkreis Krumbach (Schwaben) – mit Ausnahme von zwei Gemeinden – und der kreisfreien Stadt Günzburg, sowie jeweils zwei Gemeinden der Landkreise Augsburg und Neu-Ulm. Die heutige Gemeindegliederung war im Jahr 1979 abgeschlossen. Bei den Teilorten der Gemeinden ist das Jahr vermerkt, in dem diese der Gemeinde beitraten.

## Beschreibung
Weiter gegliedert werden kann der Landkreis in sieben Verwaltungsgemeinschaften (VG):
- VG Haldenwang: mit den Gemeinden Haldenwang, Dürrlauingen, Landensberg, Röfingen und Winterbach;
- VG Ichenhausen: mit der Stadt Ichenhausen, dem Markt Waldstetten und der Gemeinde Ellzee;
- VG Kötz: mit den Gemeinden Kötz und Bubesheim;
- VG Krumbach (Schwaben): mit den Gemeinden Aletshausen, Breitenthal, Deisenhausen, Ebershausen, Waltenhausen und Wiesenbach;
- VG Offingen: mit dem Markt Offingen und den Gemeinden Gundremmingen und Rettenbach;
- VG Thannhausen: mit der Stadt Thannhausen, dem Markt Münsterhausen und der Gemeinde Balzhausen;
- VG Ziemetshausen: mit dem Markt Ziemetshausen und der Gemeinde Aichen,

Die Städte Burgau, Günzburg, Krumbach (Schwaben) und Leipheim sind wie die Märkte Burtenbach, Jettingen-Scheppach und Neuburg an der Kammel und die Gemeinden Bibertal, Kammeltal und Ursberg nicht Mitglied einer Verwaltungsgemeinschaft.
Der Landkreis hat eine Gesamtfläche von 762,52 km2. Die größte Fläche innerhalb des Landkreises besitzt die Stadt Günzburg mit 55,4 km2. Es folgen die Märkte Jettingen-Scheppach mit 54,07 km2 und die Stadt Krumbach (Schwaben) mit 44,75 km2. Weitere zwei Gemeinden haben eine Fläche von über 40 km2. Vier Gemeinden haben eine Fläche die größer ist als 30 km2 und fünf Gemeinden sind über 20 km2 groß. 16 Gemeinden erreichen eine Fläche von über 10 km2, welche dagegen von vier Gemeinden nicht überschritten wird. Die kleinsten Flächen haben die Gemeinden Landensberg mit 7,95 km2, Bubesheim mit 7,76 km2 und Röfingen mit 6,62 km2.
Den größten Anteil an der Bevölkerung des Landkreises von 131.375 Einwohnern hat die Große Kreisstadt Günzburg mit 21,865, gefolgt von den Städten Krumbach (Schwaben) mit 13.940 und Burgau mit 10.628. Die Stadt Ichenhausen erreicht eine Bevölkerung von über 8.000 Einwohnern. Die Städte Leipheim und Thannhausen sowie der Markt Jettingen-Scheppach haben über 6.000 Einwohner. Zwei Gemeinden haben eine Bevölkerung von über 4.000 Einwohnern. Fünf Gemeinden haben über 3.000 und zwei Gemeinden über 2.000 Einwohner. 14 Gemeinden erreichen über 1.000 Einwohner, vier haben unter 1.000 Einwohner. Die wenigsten Einwohner haben Waltenhausen mit 758, Landensberg mit 691 und Ebershausen mit 638.
Der gesamte Landkreis Günzburg hat eine Bevölkerungsdichte von 172 Einwohnern pro km2. Die größte Bevölkerungsdichte innerhalb des Kreises haben die Städte Burgau mit 0 Einwohnern pro km2, Günzburg mit 395 und Thannhausen mit 326. Die anderen drei Städte und der Markt Offingen haben mehr als 200 Einwohnern pro km2, dreizehn Gemeinden haben mehr als 100 Einwohnern pro km2 und 14 weniger als diese 100. Die geringste Dichte weisen Aletshausen mit 69, Waltenhausen mit 56 und Winterbach mit 52 auf.

## Legende
- Gemeinde: Name der Gemeinde beziehungsweise Stadt und Angabe, zu welchem Landkreis der namensgebende Ort der Gemeinde vor der Gebietsreform gehörte
- Teilorte: Aufgezählt werden die ehemals selbständigen Gemeinden der Verwaltungseinheit. Dazu ist  das Jahr der Eingemeindung angegeben. Bei den Teilorten, die vor der Gebietsreform zu einem anderen Landkreis gehörten als der Hauptort der heutigen Gemeinde, ist auch dieses vermerkt.
- VG: Zeigt die Zugehörigkeit zu einer der sieben Verwaltungsgemeinschaften
- Wappen: Wappen der Gemeinde beziehungsweise Stadt
- Karte: Zeigt die Lage der Gemeinde beziehungsweise Stadt im Landkreis Günzburg
- Fläche: Fläche der Stadt beziehungsweise Gemeinde, angegeben in Quadratkilometer
- Einwohner: Zahl der Menschen die in der Gemeinde beziehungsweise Stadt leben (Stand: 31. Dezember 2023[1])
- EW-Dichte: Angegeben ist die Einwohnerdichte, gerechnet auf die Fläche der Verwaltungseinheit, angegeben in Einwohner pro km2 (Stand: 31. Dezember 2023[1])
- Höhe: Höhe der namensgebenden Ortschaft beziehungsweise Stadt in Meter über Normalnull[2]
- Bild: Bild aus der jeweiligen Gemeinde beziehungsweise Stadt

## Gemeinden
| Gemeinde                                                                                    | Teilorte | VG                     | Wappen                                                        | Karte | Fläche | Einwohner | EW- Dichte | Höhe | Bild                                                                     |
| ------------------------------------------------------------------------------------------- | --- | ---------------------- | ------------------------------------------------------------- | --- | ------ | --------- | ---------- | ---- | ------------------------------------------------------------------------ |
| Landkreis Günzburg                                                                          | |                        | Wappen des Landkreises Günzburg                               | Der Landkreis Günzburg | 762,52 | 131,375   | 172        |      |                                                                          |
| Aichen (gehörte vor der Gebietsreform zum Landkreis Krumbach (Schwaben))                    | Aichen Memmenhausen Obergessertshausen | VG Ziemets- hausen     | Wappen der Gemeinde Aichen                                    | Lage der Gemeinde Aichen im Landkreis Günzburg | 17,6   | 1.206     | 69         | 517  | Aichen, GZ - Kirche v NO                                                 |
| Aletshausen (gehörte vor der Gebietsreform zum Landkreis Krumbach (Schwaben))               | Aletshausen Haupeltshofen Winzer | VG Krumbach (Schwaben) | Wappen der Gemeinde Aletshausen                               | Lage der Gemeinde Aletshausen im Landkreis Günzburg | 17,66  | 1.221     | 69         | 526  | Blick auf Aletshausen von der Straße zwischen Aletshausen und Wasserberg |
| Balzhausen (gehörte vor der Gebietsreform zum Landkreis Krumbach (Schwaben))                | Balzhausen | VG Thann- hausen       | Wappen der Gemeinde Balzhausen                                | Lage der Gemeinde Balzhausen im Landkreis Günzburg | 14,65  | 1.244     | 85         | 516  | Balzhausen, Leonhardskapelle                                             |
| Bibertal (gehörte vor der Gebietsreform zum Landkreis Günzburg)                             | Bühl Anhofen Echlishausen Ettlishofen (gehörte vor der Gebietsreform zum Landkreis Neu-Ulm) Großkissendorf Kleinkissendorf Schneckenhofen Silheim (gehörte vor der Gebietsreform zum Landkreis Neu-Ulm)                                                                                  |                        | Wappen der Gemeinde Bibertal                                  | Lage der Gemeinde Bibertal im Landkreis Günzburg | 27,31  | 4.967     | 182        | 485  | St. Leonhard in Echlishausen                                             |
| Breitenthal (gehörte vor der Gebietsreform zum Landkreis Krumbach (Schwaben))               | Breitenthal Nattenhausen | VG Krumbach (Schwaben) | Wappen der Gemeinde Breitenthal                               | Lage der Gemeinde Breitenthal im Landkreis Günzburg | 13,27  | 1.255     | 95         | 527  | Breitenthal                                                              |
| Bubesheim (gehörte vor der Gebietsreform zum Landkreis Günzburg)                            | Bubesheim | VG Kötz                | Wappen der Gemeinde Bubesheim                                 | Lage der Gemeinde Bubesheim im Landkreis Günzburg | 7,76   | 1.562     | 201        | 470  | Blick auf St. Mariä Geburt                                               |
| Stadt Burgau (gehörte vor der Gebietsreform zum Landkreis Günzburg)                         | Burgau Großanhausen (1978) Limbach (1978) Oberknöringen (1978) Unterknöringen (1978) |                        | Wappen der Stadt Burgau                                       | Lage der Stadt Burgau im Landkreis Günzburg | 25,92  | 10,628    | 0          | 462  | Burgau – früheres Stadttor ("Blockhausturm")                             |
| Markt Burtenbach (gehörte vor der Gebietsreform zum Landkreis Günzburg)                     | Burtenbach Kemnat Oberwaldbach |                        | Wappen der Gemeinde Burtenbach                                | Lage der Gemeinde Burtenbach im Landkreis Günzburg | 37,64  | 3.608     | 96         | 504  | Kemnat – Pfarrkirche St. Georg                                           |
| Deisenhausen (gehörte vor der Gebietsreform zum Landkreis Krumbach (Schwaben))              | Deisenhausen Oberbleichen Unterbleichen | VG Krumbach (Schwaben) | Wappen der Gemeinde Deisenhausen                              | Lage der Gemeinde Deisenhausen im Landkreis Günzburg                                                                                                   | 11,67  | 1.464     | 125        | 506  | Deisenhausen - Kirche                                                    |
| Dürrlauingen (gehörte vor der Gebietsreform zum Landkreis Günzburg)                         | Dürrlauingen Mindelaltheim Mönstetten | VG Halden- wang        | Wappen der Gemeinde Dürrlauingen                              | Lage der Gemeinde Dürrlauingen im Landkreis Günzburg                                                                                                   | 12,34  | 1.711     | 139        | 502  |                                                                          |
| Ebershausen (gehörte vor der Gebietsreform zum Landkreis Krumbach (Schwaben))               | Ebershausen Seifertshofen (1978) | VG Krumbach (Schwaben) | Wappen der Gemeinde Ebershausen                               | Lage der Gemeinde Ebershausen im Landkreis Günzburg | 9,09   | 638       | 70         | 541  | Ebershausen                                                              |
| Ellzee (gehörte vor der Gebietsreform zum Landkreis Krumbach (Schwaben))                    | Ellzee Hausen Stoffenried | VG Ichen- hausen       | Wappen der Gemeinde Ellzee                                    | Lage der Gemeinde Ellzee im Landkreis Günzburg | 14,77  | 1.217     | 82         | 485  |                                                                          |
| Gundremmingen (gehörte vor der Gebietsreform zum Landkreis Günzburg)                        | Gundremmingen | VG Offingen            | Wappen der Gemeinde Gundremmingen                             | Lage der Gemeinde Gundremmingen im Landkreis Günzburg                                                                                                  | 10,84  | 1.394     | 129        | 437  | Turbinenläufer AKW                                                       |
| Große Kreisstadt Günzburg (war vor der Gebietsreform eine kreisfreie Stadt)                 | Günzburg alle eingemeindeten Orte gehörten vor der Gebietsreform zum Landkreis Günzburg: Deffingen Denzingen Leinheim Nornheim Reisensburg Riedhausen bei Günzburg Wasserburg |                        | Wappen der Stadt Günzburg                                     | Lage der Stadt Günzburg im Landkreis Günzburg | 55,4   | 21,865    | 395        | 465  | Marktplatz Günzburg                                                      |
| Haldenwang (gehörte vor der Gebietsreform zum Landkreis Günzburg)                           | Haldenwang Eichenhofen Hafenhofen Konzenberg | VG Halden- wang        | Wappen der Gemeinde Haldenwang                                | Lage der Gemeinde Haldenwang im Landkreis Günzburg | 17,98  | 2.142     | 119        | 482  |                                                                          |
| Stadt Ichenhausen (gehörte vor der Gebietsreform zum Landkreis Günzburg)                    | Ichenhausen Autenried Deubach Hochwang Oxenbronn Rieden a. d. Kötz | VG Ichen- hausen       | Wappen der Stadt Ichenhausen                                  | Lage der Stadt Ichenhausen im Landkreis Günzburg | 34,22  | 9.403     | 275        | 490  | Ichenhausen – ehemalige Synagoge                                         |
| Markt Jettingen-Scheppach (gehörte vor der Gebietsreform zum Landkreis Günzburg)            | Jettingen Scheppach (1939) Freihalden Ried b. Jettingen Schönenberg |                        | Wappen der Gemeinde Jettingen-Scheppach                       | Lage der Gemeinde Jettingen-Scheppach im Landkreis Günzburg                                                                                            | 54,07  | 7.221     | 134        | 470  | Wallfahrtskirche Allerheiligen                                           |
| Kammeltal (gehörte vor der Gebietsreform großteils zum Landkreis Günzburg)                  | Ettenbeuren Behlingen (1972; gehörte vor der Gebietsreform zum Landkreis Krumbach (Schwaben)) Egenhofen (1972) Goldbach (1972) Hammerstetten (1972) Kleinbeuren (1972) Ried (1972; gehörte vor der Gebietsreform zum Landkreis Krumbach (Schwaben)) Unterrohr (1972) Wettenhausen (1972) |                        | Wappen der Gemeinde Kammeltal                                 | Lage der Gemeinde Kammeltal im Landkreis Günzburg | 41,74  | 3.327     | 80         | 465  | historische Ansicht des Klosters Wettenhausen                            |
| Kötz (gehörte vor der Gebietsreform zum Landkreis Günzburg)                                 | Großkötz Ebersbach Kleinkötz | VG Kötz                | Wappen der Gemeinde Kötz                                      | Lage der Gemeinde Kötz im Landkreis Günzburg | 20,55  | 3.347     | 163        | 475  |                                                                          |
| Stadt Krumbach (Schwaben) (gehörte vor der Gebietsreform zum Landkreis Krumbach (Schwaben)) | Krumbach (Schwaben) Attenhausen (1977) Billenhausen (1972) Edenhausen (1973) Hohenraunau (1972) Niederraunau (1978) |                        | Wappen der Stadt Krumbach                                     | Lage der Stadt Krumbach im Landkreis Günzburg | 44,75  | 13,940    | 312        | 512  | Marktplatz Krumbach                                                      |
| Landensberg (gehörte vor der Gebietsreform zum Landkreis Günzburg)                          | Landensberg Glöttweng | VG Halden- wang        | Wappen der Gemeinde Landensberg                               | Lage der Gemeinde Landensberg im Landkreis Günzburg | 7,95   | 691       | 87         | 509  |                                                                          |
| Stadt Leipheim (gehörte vor der Gebietsreform zum Landkreis Günzburg)                       | Leipheim Riedheim |                        | Wappen der Stadt Leipheim                                     | Lage der Stadt Leipheim im Landkreis Günzburg | 32,15  | 7.661     | 238        | 470  | Schloss Leipheim                                                         |
| Markt Münsterhausen (gehörte vor der Gebietsreform zum Landkreis Krumbach (Schwaben))       | Münsterhausen Hagenried | VG Thann- hausen       | Wappen der Gemeinde Münsterhausen                             | Lage der Gemeinde Münsterhausen im Landkreis Günzburg                                                                                                  | 18,48  | 2.038     | 110        | 492  |                                                                          |
| Markt Neuburg a.d.Kammel (gehörte vor der Gebietsreform zum Landkreis Krumbach (Schwaben))  | Neuburg a.d.Kammel Edelstetten (1978) Langenhaslach (1978) Wattenweiler (1978) |                        | Lage der Gemeinde Neuburg an der Kammel im Landkreis Günzburg | Lage der Gemeinde Neuburg an der Kammel im Landkreis Günzburg                                                                                          | 37,9   | 3.251     | 86         | 505  | Kloster Edelstetten                                                      |
| Markt Offingen (gehörte vor der Gebietsreform zum Landkreis Günzburg)                       | Offingen Schnuttenbach | VG Offingen            | Wappen der Gemeinde Offingen                                  | Lage der Gemeinde Offingen im Landkreis Günzburg | 14,93  | 4.429     | 297        | 444  | Blick auf Offingen vom Aussichtsturm                                     |
| Rettenbach (gehörte vor der Gebietsreform zum Landkreis Günzburg)                           | Rettenbach Harthausen Remshart | VG Offingen            | Wappen der Gemeinde Rettenbach                                | Lage der Gemeinde Rettenbach im Landkreis Günzburg | 12,75  | 1.726     | 135        | 495  |                                                                          |
| Röfingen (gehörte vor der Gebietsreform zum Landkreis Günzburg)                             | Röfingen Roßhaupten | VG Halden- wang        | Wappen der Gemeinde Röfingen                                  | Lage der Gemeinde Röfingen im Landkreis Günzburg | 6,62   | 1.231     | 186        | 474  |                                                                          |
| Stadt Thannhausen (gehörte vor der Gebietsreform zum Landkreis Krumbach (Schwaben))         | Thannhausen Burg | VG Thann- hausen       | Wappen der Stadt Thannhausen                                  | Lage der Stadt Thannhausen im Landkreis Günzburg | 20,02  | 6.526     | 326        | 499  |                                                                          |
| Ursberg (gehörte vor der Gebietsreform zum Landkreis Krumbach (Schwaben))                   | Ursberg Mindelzell Oberrohr Premach |                        | Wappen der Gemeinde Ursberg                                   | Lage der Gemeinde Ursberg im Landkreis Günzburg | 25,42  | 3.414     | 134        | 508  | Ursberg Klosterkirche Kreuzigungsgruppe um 1250                          |
| Markt Waldstetten (gehörte vor der Gebietsreform zum Landkreis Günzburg)                    | Waldstetten | VG Ichen- hausen       | Wappen der Gemeinde Waldstetten                               | Lage der Gemeinde Waldstetten im Landkreis Günzburg | 11,12  | 1.271     | 114        | 496  |                                                                          |
| Waltenhausen (gehörte vor der Gebietsreform zum Landkreis Krumbach (Schwaben))              | Waltenhausen Hairenbuch (1979) Weiler (1979) | VG Krumbach (Schwaben) | Wappen der Gemeinde Waltenhausen                              | Lage der Gemeinde Waltenhausen im Landkreis Günzburg                                                                                                   | 13,43  | 758       | 56         | 547  | Blick auf Waltenhausen                                                   |
| Wiesenbach (gehörte vor der Gebietsreform zum Landkreis Krumbach (Schwaben))                | Unterwiesenbach Oberegg Oberwiesenbach | VG Krumbach (Schwaben) | Wappen der Gemeinde Wiesenbach                                | Lage der Gemeinde Wiesenbach im Landkreis Günzburg | 11,47  | 1.020     | 89         | 511  |                                                                          |
| Winterbach (gehörte vor der Gebietsreform zum Landkreis Günzburg)                           | Winterbach Rechbergreuthen Waldkirch | VG Halden- wang        | Wappen der Gemeinde Winterbach                                | Lage der Gemeinde Winterbach im Landkreis Günzburg | 14,82  | 768       | 52         | 462  |                                                                          |
| Markt Ziemetshausen (gehörte vor der Gebietsreform zum Landkreis Krumbach (Schwaben))       | Ziemetshausen Muttershofen (1972) Lauterbach (1974) Schellenbach (1978) Schönebach (1978; gehörte vor der Gebietsreform zum Landkreis Augsburg) Uttenhofen (1978; gehörte vor der Gebietsreform zum Landkreis Augsburg)                                                                  | VG Ziemets- hausen     | Wappen der Gemeinde Ziemetshausen                             | Lage der Gemeinde Ziemetshausen im Landkreis Günzburg                                                                                                  | 42,99  | 3.231     | 75         | 486  | Wallfahrtskirche Maria Vesperbild                                        |
| Gemeindefreie Gebiete                                                                       | Ebershauser-Nattenhauser Wald (2,10 km2) Winzerwald (1,16 km2) |                        |                                                               | Lage des Gemeindefreien Gebiets Ebershauser-Nattenhauser Wald im Landkreis Günzburg · Lage des Gemeindefreien Gebiets Winzerwald im Landkreis Günzburg | 3,26   |           |            |      |                                                                          |